# Cupra León
El Cupra León es un automóvil de turismo del segmento C producido por el fabricante español SEAT desde el año 2020. Su nombre le viene dado por la ciudad de León (España). Es un derivado del SEAT León de su marca hermana y ambos comparten plataforma con otros modelos del Grupo Volkswagen.

## Generaciones

### Cupra León I (2020-Presente)
El Cupra León I, fue el primer león bajo marca Cupra, se presentó el 20 de febrero de 2020, y se suponía que haría su primera exhibición pública en el Salón del Automóvil de Ginebra de 2020, junto con su hermano, el Seat León de cuarta generación, pero esto se canceló debido a la pandemia de COVID-19. El modelo al igual que el SEAT tiene dos carrocerías el cinco puertas y el familiar denominado Sportstourer.  
En 2024 se presenta el rediseño del Cupra León, junto al Formentor para darles una imagen mas diferenciada de SEAT y recibiendo un actualización en equipamiento.

### Motorizaciones
Está equipado con un 4 cilindros en línea de 2.0 litros que desarrolla 150, 190, 245, 265, 300 o 310. 
El León Sportstourer (Es  en tracción total (4Drive). Como vehículo híbrido enchufable, combina un 4 cilindros en línea de 1.4 TSI de 150 CV con un motor eléctrico de 115 CV para una potencia total combinada de 245 CV alimentado por una batería de ion de litio con una capacidad de 13 kWh. Todos los motores están acoplados a una caja de cambios de doble embrague de 7 velocidades, excepto el e-Hybrid de 6 velocidades.